# Гиссарское бекство
Гиссарское бе́кство или Гиссарский вилайет (узб. Hisor bekligi / Hisor viloyati; тадж. Бекигарии Ҳисор)
— административная единица в составе Бухарского эмирата, на территории современного Таджикистана. Административным центром являлся Гиссар.
Гиссарское бекство в силу географического положения занимало первенствующее значение среди других бекств Восточной Бухары.

## География
Граница бекства соприкасалась на севере с Туркестанским генерал-губернаторством, на востоке — с Каратегинским, на юго-востоке — Бальджуанским, на юге — с Курган-Тюбинским, на западе — с Денауским бекствами.
По числу населённых пунктов первое место среди юго-восточных районов современного Таджикистана и Западного Памира принадлежало Гиссарской долине.

## История
До второй половины XIX века, характерной особенностью истории основных феодальных уделов юго-восточных районов современного Таджикистана и Памира являлось то, что неоднократным нападениям бухарских, кокандских и кундузо-бадахшанских правителей они вплоть до 70—80 годов XIX века сумели сохранить свою полусамостоятельность. Окончательно они были подчинены соседним государствам тогда, когда, в противовес русскому царизму, значительно укрепилось влияние английских колонизаторов в Эмирате Афганистан.
До второй половины XIX века наиболее видными претендентами на роль правителей юго-восточных районов современного Таджикистана являлись представители крупных феодалов Гиссарского бекства, которые, опираясь на помощь и поддержку беков Шахрисабза и Китаба, временами отстаивали свою независимость от неоднократных вооружённых захватов Бухарского эмирата. В то же время они старались подчинить себе владетелей других более мелких бекств.
Бухарские правители неоднократно нападали на Гиссарскую долину. Подчинение Гиссарского бекства Бухарским эмиратом не был постоянным. Как только эмират ослабевал, то бекство становилось самостоятельным. Лишь при всесторонней помощи и поддержке Российской империи Бухарскому эмиру удалось полностью подчинить своему влиянию основные районы юго-восточного Таджикистана, впоследствии которая стала называться Восточной Бухарой.
После окончательного подчинения бекства, как правило, должность гиссарского бека занимали лица из числа ближайших к бухарскому эмиру высоких чиновников. Наиболее типичной фигурой среди них являлся Астанакул-бек-бий, дядя эмира Сеид Абдулахад-хана, который управлял Гиссаром в 1886—1906 годы.

## Население
По плотности населения первое место среди юго-восточных районов современного Таджикистана и Западного Памира принадлежало Гиссарской долине. Население долины Каратаг-Дарьи Гиссарского бекства было распределено не равномерно.
По далеко не полным данным Н. Н. Покотило, в Гиссарском бекстве к моменту его присоединения к Бухарскому эмирату насчитывалось примерно 180 тыс. человек. Однако эти данные были значительно занижены. Офицер генерального штаба капитан Г. Г. Лилиенталь сообщал, что «это число было значительно ниже действительности».
Наибольшая плотность населения была в Душанбинском амлякдарстве, а также в местности между рек Кафирниганом и Вахшем, в Лакайской, Султанрабадской, Газималикской и Шурионской амлякдарствах.
В Гиссарской долине больше было таджиков, кроме того, там жили узбеки.

## Экономика
Гиссарская долина являлась экономическим центром Восточной Бухары.
Существовали три формы феодальной ренты-налога: отработочная, продуктовая и денежная, хотя последняя имела распространение главным образом в Гиссарском бекстве из бекств Восточной Бухары.

### Производство
В долине Гиссара добывалась железная руда.

### Сельское хозяйство
Гиссарская долина отличалась развитым сельским хозяйством. Среди возделываемых культур важное место занимал рис. По этому поводу английский путешественник и исследователь, принимавший участие в Большой игре, лейтенант Бёрнс писал: «Гиссар хорошо орошен и производит много рису».
В бекстве, наряду с амляковыми, мульковыми и вакуфными землями, существовало общественное пользование пустошами и выгонами.
Западная часть Каратегина, расположенная в верховьях реки Оби-Гарм, в основном использовалась в качестве летовки для скотоводства Гиссарского края.